# NGC 485
NGC 485 je galaksija u zviježđu Ribe.

## Vanjske poveznice
- SEDS: NGC 485